# Calisha Callwood
Calisha Cierra Callwood (nascida em 9 de agosto de 1999) é uma jogadora de futebol internacional das Ilhas Virgens dos EUA. Jogadora do meio-campo, ela estreou-se pela selecção nacional em 2018.

## Carreira

### Internacional
Callwood começou a treinar com a Selecção Feminina Sub-16 das Ilhas Virgens dos Estados Unidos em 2014 e conseguiu a sua primeira convocação para a selecção sénior em 2018 durante a Caribbean Football Union Caribbean Cup em Port-au-Prince, no Haiti. Callwood também participou durante a qualificação para o Campeonato Feminino do Caribe da CONCACAF 2018 em Couva, Trinidad, e o Campeonato Olímpico de Qualificação Feminino da CONCACAF 2020 em Kingston, na Jamaica.